# Municipio de Sandstone (Míchigan)
El municipio de Sandstone (en inglés: Sandstone Township) es un municipio ubicado en el condado de Jackson en el estado estadounidense de Míchigan. En el año 2010 tenía una población de 3984 habitantes y una densidad poblacional de 42,51 personas por km².

## Geografía
El municipio de Sandstone se encuentra ubicado en las coordenadas 42°17′14″N 84°32′45″O / 42.28722, -84.54583. Según la Oficina del Censo de los Estados Unidos, el municipio tiene una superficie total de 93.72 km², de la cual 93,25 km² corresponden a tierra firme y (0,5 %) 0,47 km² es agua.

## Demografía
Según el censo de 2010, había 3984 personas residiendo en el municipio de Sandstone. La densidad de población era de 42,51 hab./km². De los 3984 habitantes, el municipio de Sandstone estaba compuesto por el 95,81 % blancos, el 0,98 % eran afroamericanos, el 0,45 % eran amerindios, el 0,53 % eran asiáticos, el 0,2 % eran de otras razas y el 2,03 % eran de una mezcla de razas. Del total de la población, el 1,61 % eran hispanos o latinos de cualquier raza.